# Oued Lakhdar
Oued Lakhdar (en àrab الواد لخضر, al-Wād Laḥḍar; en amazic ⵡⴰⴷ ⵍⵅⴹⵕ) és una comuna rural de la província d'El Kelâa des Sraghna, a la regió de Marràqueix-Safi, al Marroc. Segons el cens de 2014 tenia una població total de 9.303 persones.